# Савёлово (Архангельский сельский округ)
Савёлово — деревня в Мышкинском районе Ярославской области России. 
В рамках организации местного самоуправления входит в Приволжское сельское поселение, в рамках административно-территориального устройства — в Архангельский сельский округ.

## География
Расположена в 20 км к западу от города Мышкин, на юго-западной окраине села Архангельское.

## Население
| 2007 | 2010 |
| ---- | ---- |
| 1    | →1   |

Согласно результатам переписи 2002 года, в национальной структуре населения русские составляли 100 % из 4 жителей.